# Virslīga
Die Virslīga ist die höchste lettische Fußballliga und heißt seit 2019 offiziell Optibet Virslīga.
Gespielt wird im Kalenderjahr, die Saison beginnt Mitte März und endet Anfang November. Acht Mannschaften treten in vier Runden gegeneinander und ermitteln so den Meister. Der letzte Verein einer Saison steigt ab und wird durch den Meister der 1. līga ersetzt.
Die Liga bestand von 1927 bis zur Saisonmitte 1944, danach wieder ab 1992. Mittlerweile wird auf der Verbandsseite die Meisterschaft des Jahres 1991 als erste nach der Wiedereinführung aufgeführt. In der Saison 2009, 2011 und 2019, 2021 spielten ausnahmsweise neun Mannschaften in der Virslīga.

## Mannschaften 2025
- FK Auda (Riga)
- BFC Daugavpils (Daugavpils)
- FK Liepāja (Liepaja)
- FK Metta (Riga)
- Riga FC (Riga)
- FK RFS (Riga)
- FS Jelgava (Jelgava), (N)
- Grobiņas SC/LFS (Grobina)
- FK Tukums 2000 (Tukums)
- SK Super Nova (Salaspils)

## Lettische Meister seit 1991
| Mannschaft            | Titel | Meisterjahre                                                                             |
| --------------------- | ----- | ---------------------------------------------------------------------------------------- |
| Skonto Riga           | 15    | 1991, 1992, 1993, 1994, 1995, 1996, 1997, 1998, 1999, 2000, 2001, 2002, 2003, 2004, 2010 |
| FK Ventspils          | 6     | 2006, 2007, 2008, 2011, 2013, 2014                                                       |
| Riga FC               | 3     | 2018, 2019, 2020                                                                         |
| FK RFS                | 3     | 2021, 2023, 2024                                                                         |
| FK Liepājas Metalurgs | 2     | 2005, 2009                                                                               |
| FK Spartaks Jūrmala   | 2     | 2016, 2017                                                                               |
| FC Daugava Daugavpils | 1     | 2012                                                                                     |
| FK Liepāja            | 1     | 2015                                                                                     |
| Valmiera FC           | 1     | 2022                                                                                     |

## UEFA-Fünfjahreswertung
Platzierung in der UEFA-Fünfjahreswertung:
(in Klammern die Vorjahresplatzierung). Die Kürzel CL, EL und CO hinter den Länderkoeffizienten geben die Anzahl der Vertreter in der Saison 2025/26 der Champions League, der Europa League sowie der Conference League an.
- 35.  (36)  Irland (Liga, Pokal) – Koeffizient: 10.875 – CL: 1, EL: 0, CO: 3
- 36.  (39)  Armenien (Liga, Pokal) – Koeffizient: 10.625 – CL: 1, EL: 0, CO: 3
- 37.  (35)  Lettland (Liga, Pokal) – Koeffizient: 10.625 – CL: 1, EL: 0, CO: 3
- 38.  (43)  Färöer (Liga, Pokal) – Koeffizient: 10.375 – CL: 1, EL: 0, CO: 3
- 39.  (41)  Bosnien und Herzegowina (Liga, Pokal) – Koeffizient: 10.000 – CL: 1, EL: 0, CO: 3

Stand: Ende der Europapokalsaison 2023/24

## Qualifikation für europäische Wettbewerbe
Der Meister qualifiziert sich für die 1. Qualifikationsrunde der UEFA Champions League. In der Fünfjahreswertung verbesserte sich Lettland 2022 von Platz 40 auf Platz 38. Dies hat zur Folge, dass der Pokalsieger statt in der 1. Qualifikationsrunde erst in der 2. Qualifikationsrunde der  UEFA Europa Conference League einsteigt. Der Vizemeister und der 3. der Liga steigen nach wie vor in der 1. Qualifikationsrunde in diesen Wettbewerb ein. Ist der Pokalsieger auch Meister geworden, geht der Platz in der 2. Qualifikationsrunde an den Vizemeister und dessen Platz in der 1. Qualifikationsrunde belegt der 4. der Liga. Der Vierte der Liga spielt auch Conference League, wenn der Pokalsieger in der Liga Platz 2 oder 3 belegt.